# هدر سی آلن
هدر سی آلن (انگلیسی: Heather C. Allen؛ زادهٔ ۱۹۶۰) استاد و شیمیدان تحقیقاتی است.